# شمارش معکوس (فیلم ۲۰۱۲)
«شمارش معکوس» (تایلندی: เคาท์ดาวน์) یک فیلم است که در سال ۲۰۱۲ منتشر شد.